# 感覚論
感覚論（かんかくろん）、または、感覚主義（かんかくしゅぎ、英: sensualism, sensationalism）とは、感覚・知覚を認識の起源とする哲学認識論上の立場・区分であり、経験論の一種。
古代においては、キュレネ派、エピクロス派がこれに該当する。
近代においては、ジョン・ロック、その影響を受けたコンディヤック、更にエルヴェシウス、そしてデステュット・ド・トラシーのようなイデオロジスト（idéologiste）達の系譜が主としてこれに当たる。